# Provincia di Bujumbura Rurale
La provincia di Bujumbura Rurale (ufficialmente Bujumbura Rural, in francese) è una delle 18 province del Burundi, e comprende la zona rurale intorno alla capitale Bujumbura (che però appartiene alla provincia di Bujumbura Mairie) con 730 000 abitanti stimati (2020).
Il suo codice HASC è BI.BU, e il codice FIPS PUB 10-4 è BY02.

## Geografia antropica

### Suddivisioni amministrative
La provincia è suddivisa nei seguenti comuni:
- Isale
- Kabezi
- Kanyosha
- Mubimbi
- Mugongomanga
- Mukike
- Mutambu
- Mutimbuzi
- Nyabiraba